# Ann B. Davis
Ann Bradford Davis (Schenectady, Nueva York, 5 de mayo de 1926 - San Antonio, Texas, 1 de junio de 2014) fue una actriz estadounidense. 

## Biografía
Su primer gran éxito profesional fue el papel de Charmaine Schultz en The Bob Cummings Show (1955-1959), que le valió dos Premios Emmy de cuatro nominaciones.
Sin embargo, el papel que la catapultó a la popularidad, incluso más allá de su país natal, fue el de la asistenta Alice Nelson, en la famosa comedia de situación La tribu de los Brady, que se emitió entre 1969 y 1974. El éxito de la serie propició un par de spin-off que igualmente contaron con la presencia de Davis.
Finalmente, cuando en 1995 se rodó la versión cinematográfica, The Brady Bunch Movie protagonizada por Shelley Long, Davis hizo un pequeño cameo al igual que algunos de sus compañeros de reparto en la serie original como Florence Henderson o Christopher Knight.
En los últimos años de semirretirada, participó en numerosos anuncios publicitarios para televisión.
Su muerte se debió a un fuerte golpe en la cabeza durante una caída en el baño de su vivienda. Personas cercanas a ella dicen que a sus 88 años gozaba de una excelente salud.